# 劉綽
臨川王劉綽（5世紀—479年4月15日），字子流，彭城郡彭城縣人，南朝宋臨川康王劉義慶之孫，臨川哀王劉燁之子。

## 生平
南朝宋元嘉三十年（453年）三月，臨川王劉燁被刘劭誅殺。劉綽服闋後襲封臨川郡王，官至步兵校尉。
昇明三年（479年）三月，权臣齊公蕭道成杀宣城太守杨运长。刘绰派心腹陈赞对杨运长的好友凌源令潘智说，潘智是先帝旧人而自己是宗室近属，为了自保应该联合内外对抗萧道成。潘智向萧道成告发。八日（479年4月15日），劉綽及其黨與被齊公蕭道成以“謀反”的罪名誅殺，封國被削除。